# Valeriana sitchensis
Valeriana sitchensis är en kaprifolväxtart som beskrevs av August Gustav Heinrich von Bongard. Valeriana sitchensis ingår i släktet vänderötter, och familjen kaprifolväxter. Inga underarter finns listade i Catalogue of Life.

## Bildgalleri

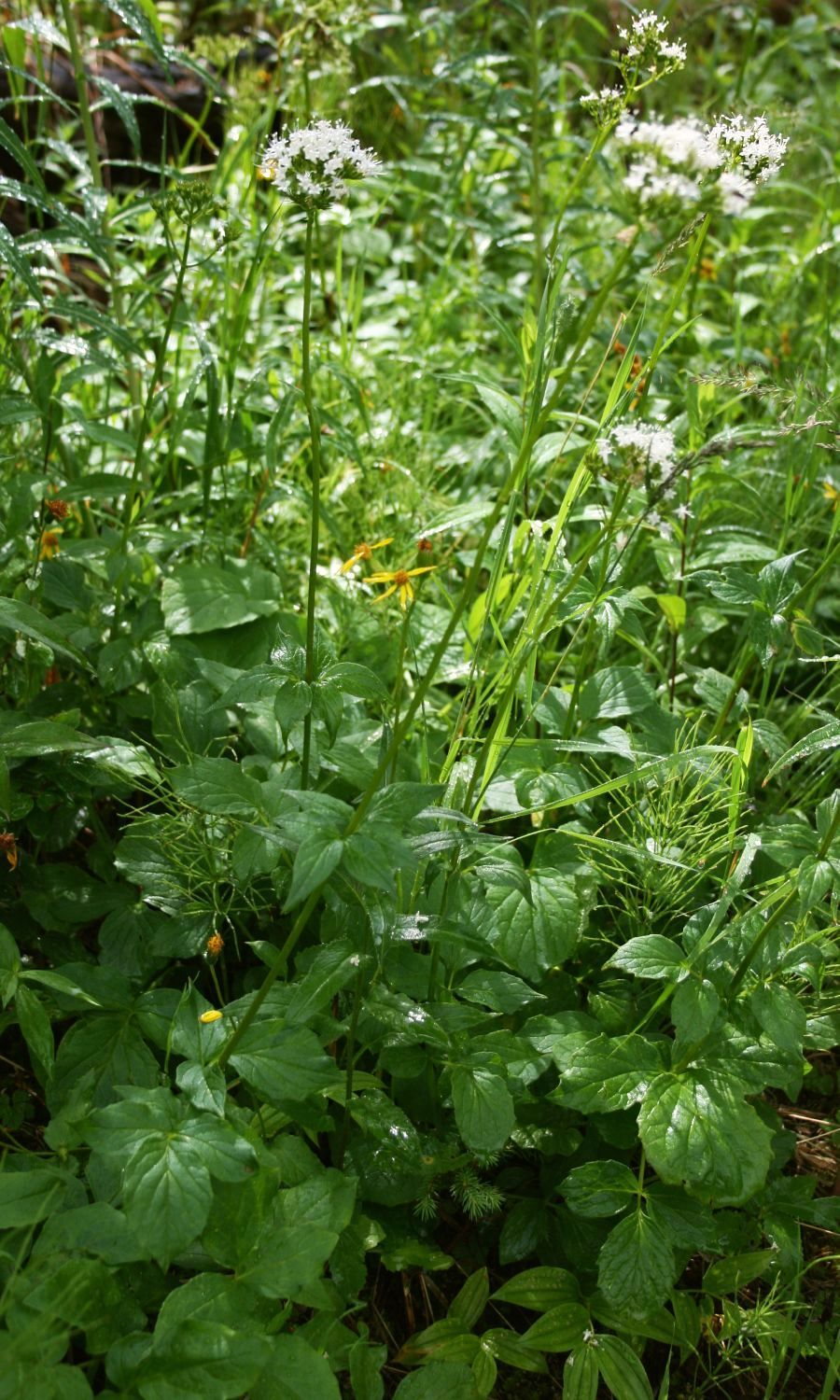
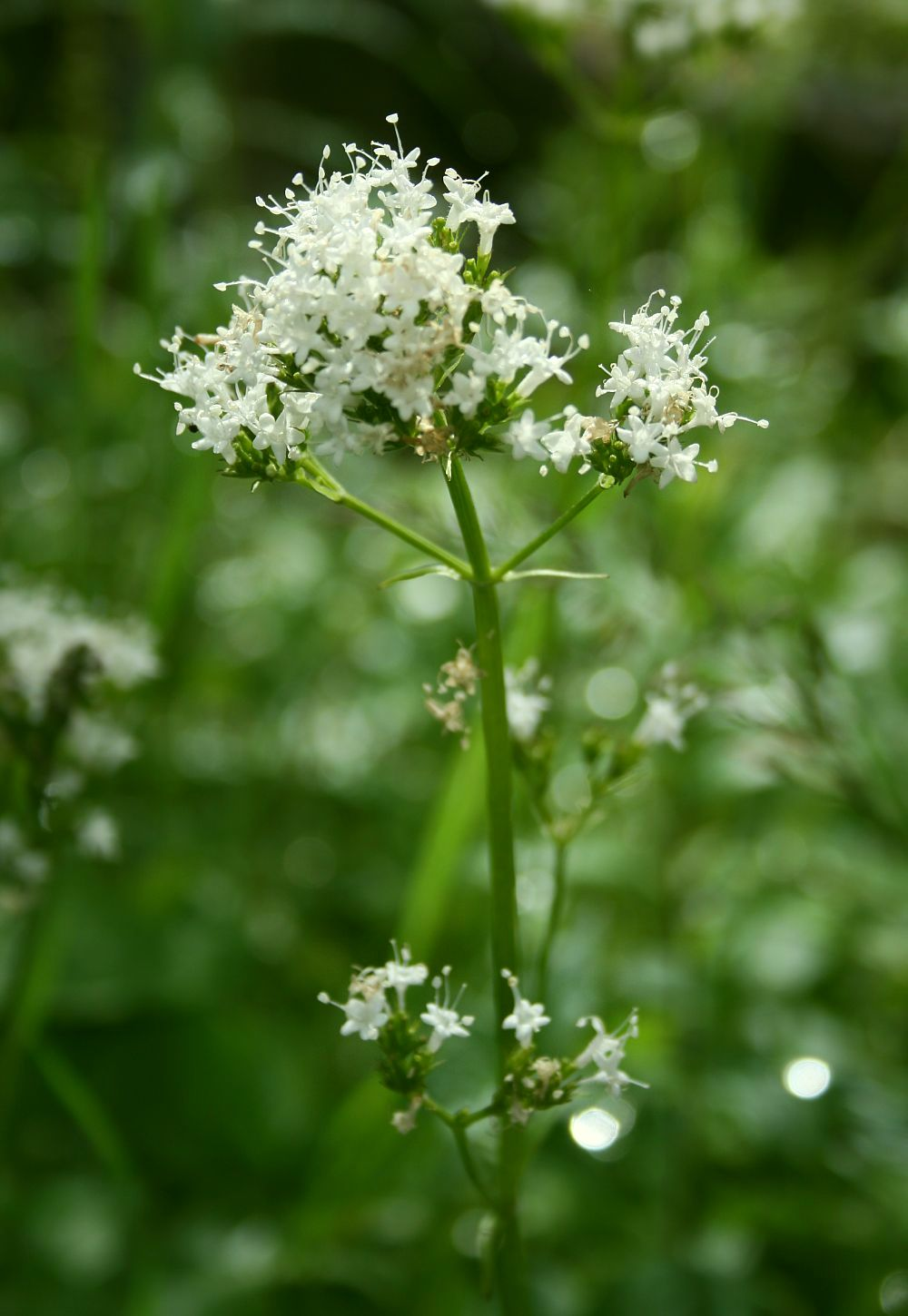
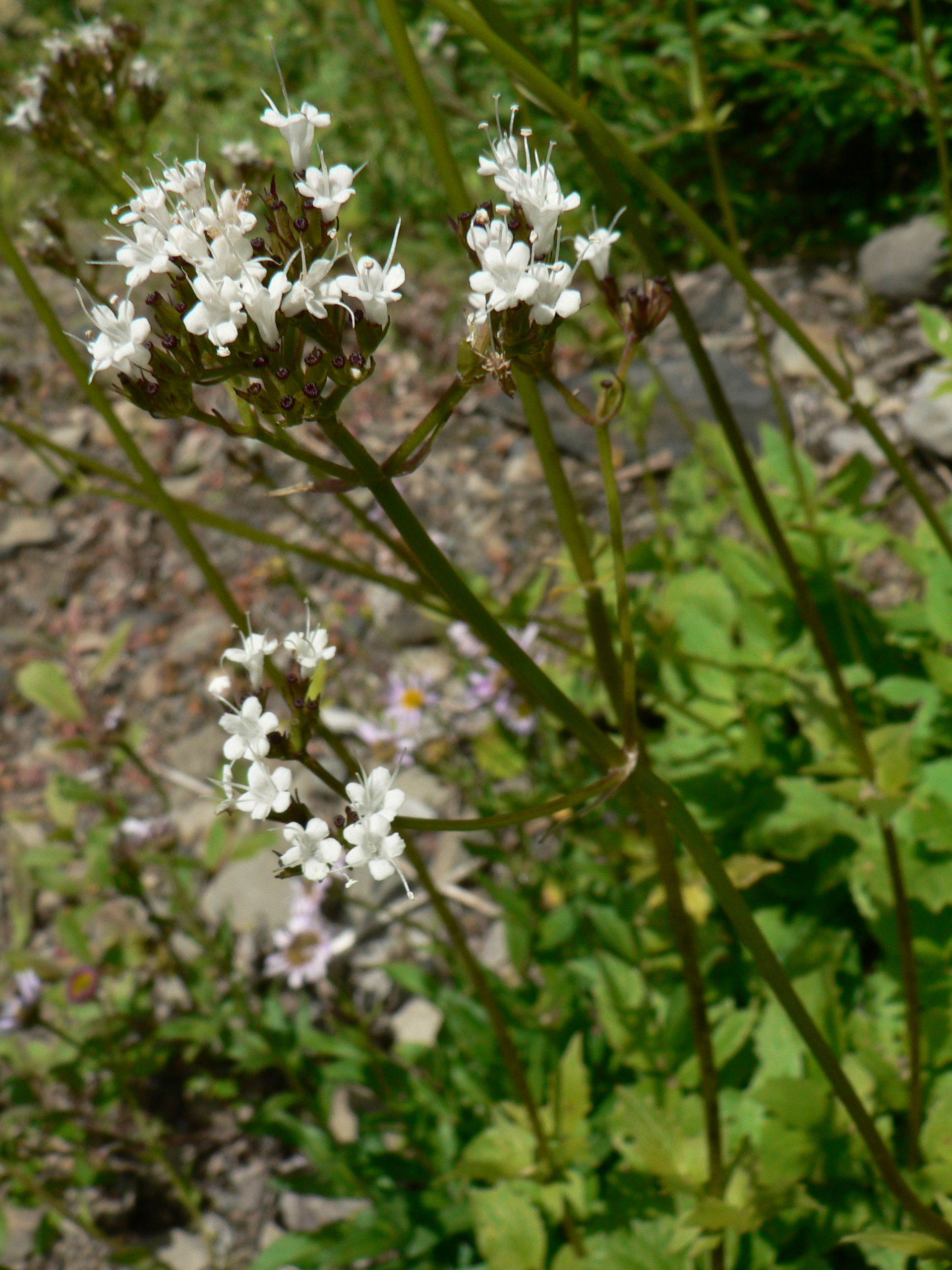
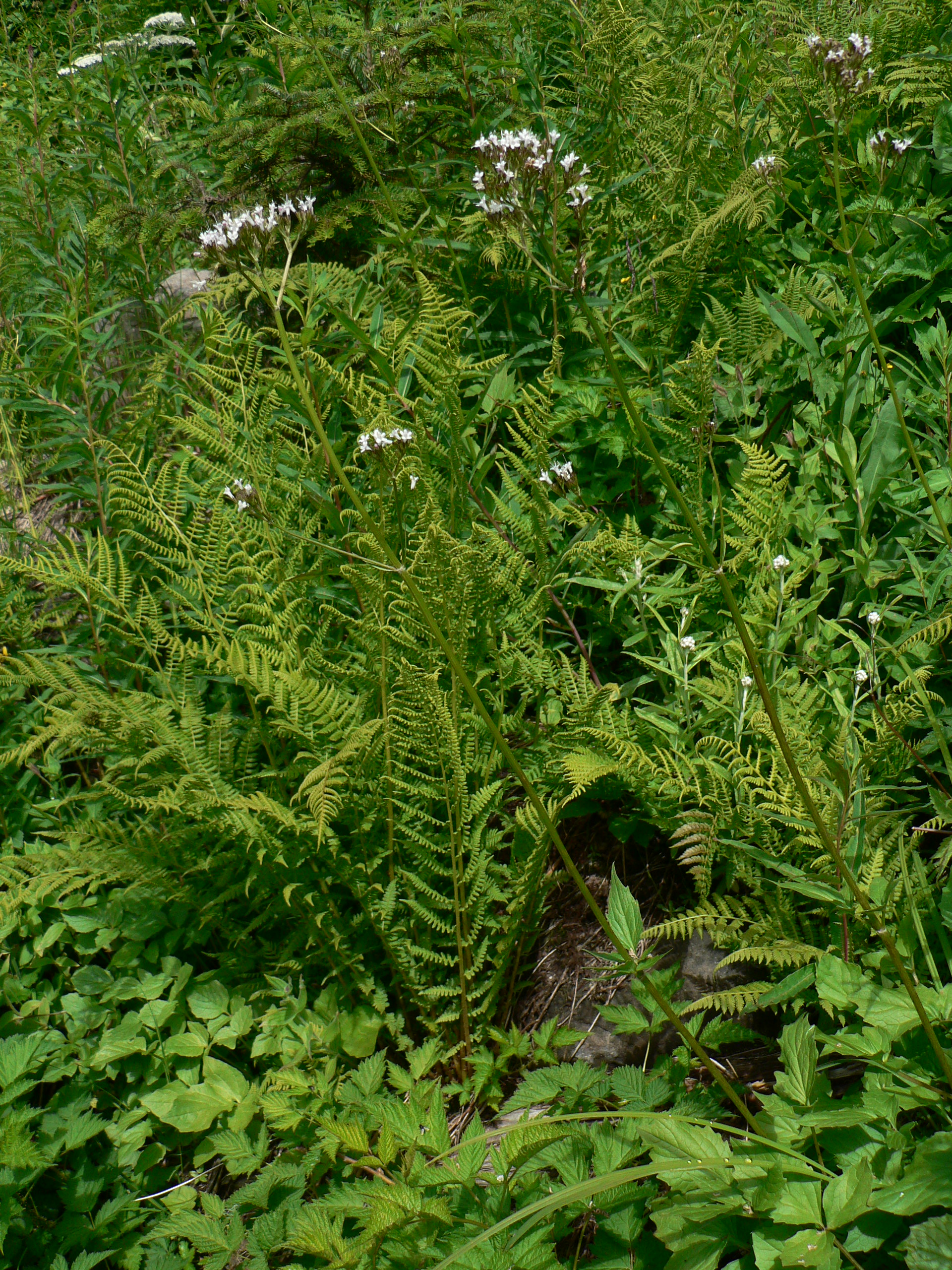
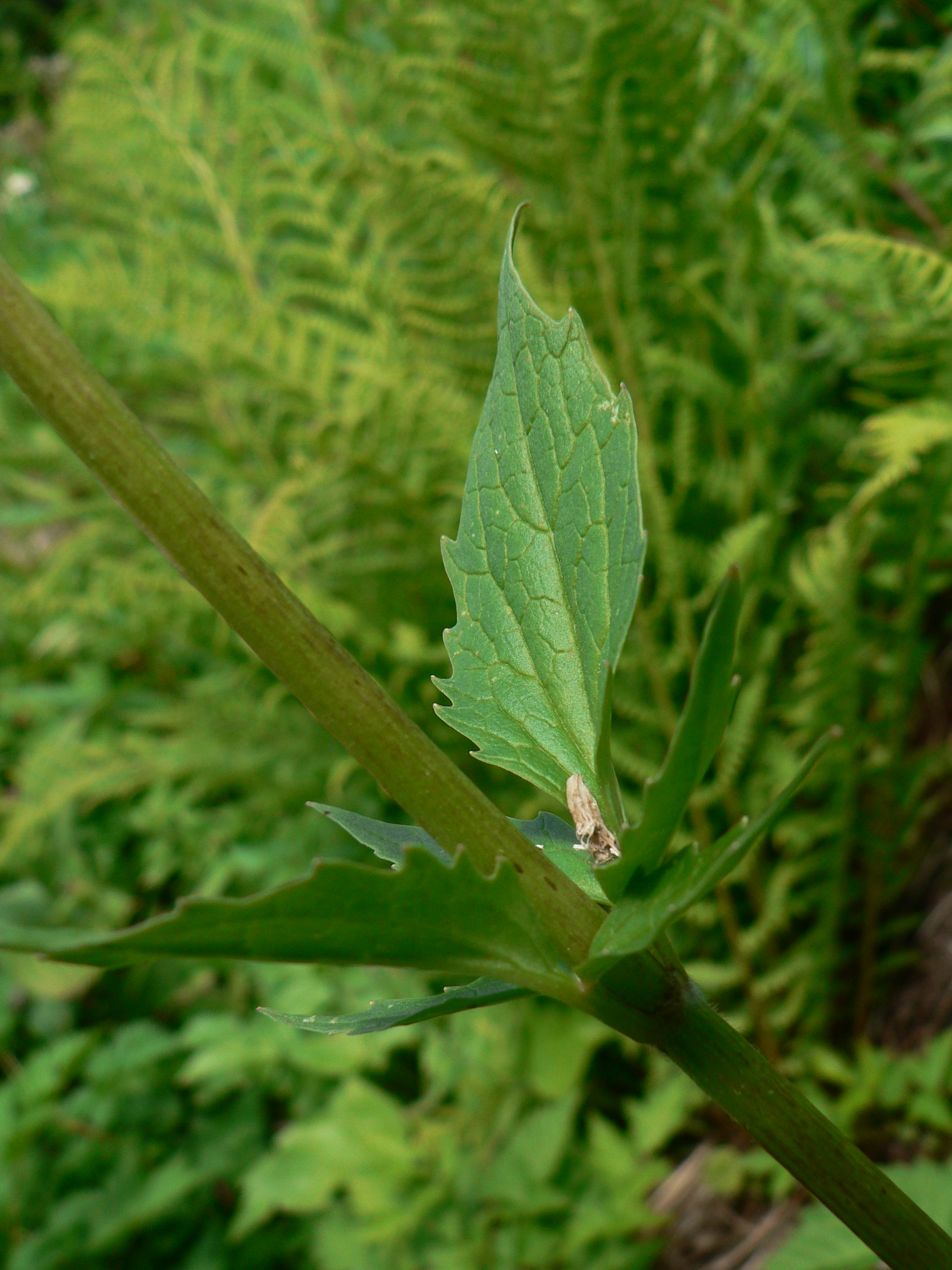
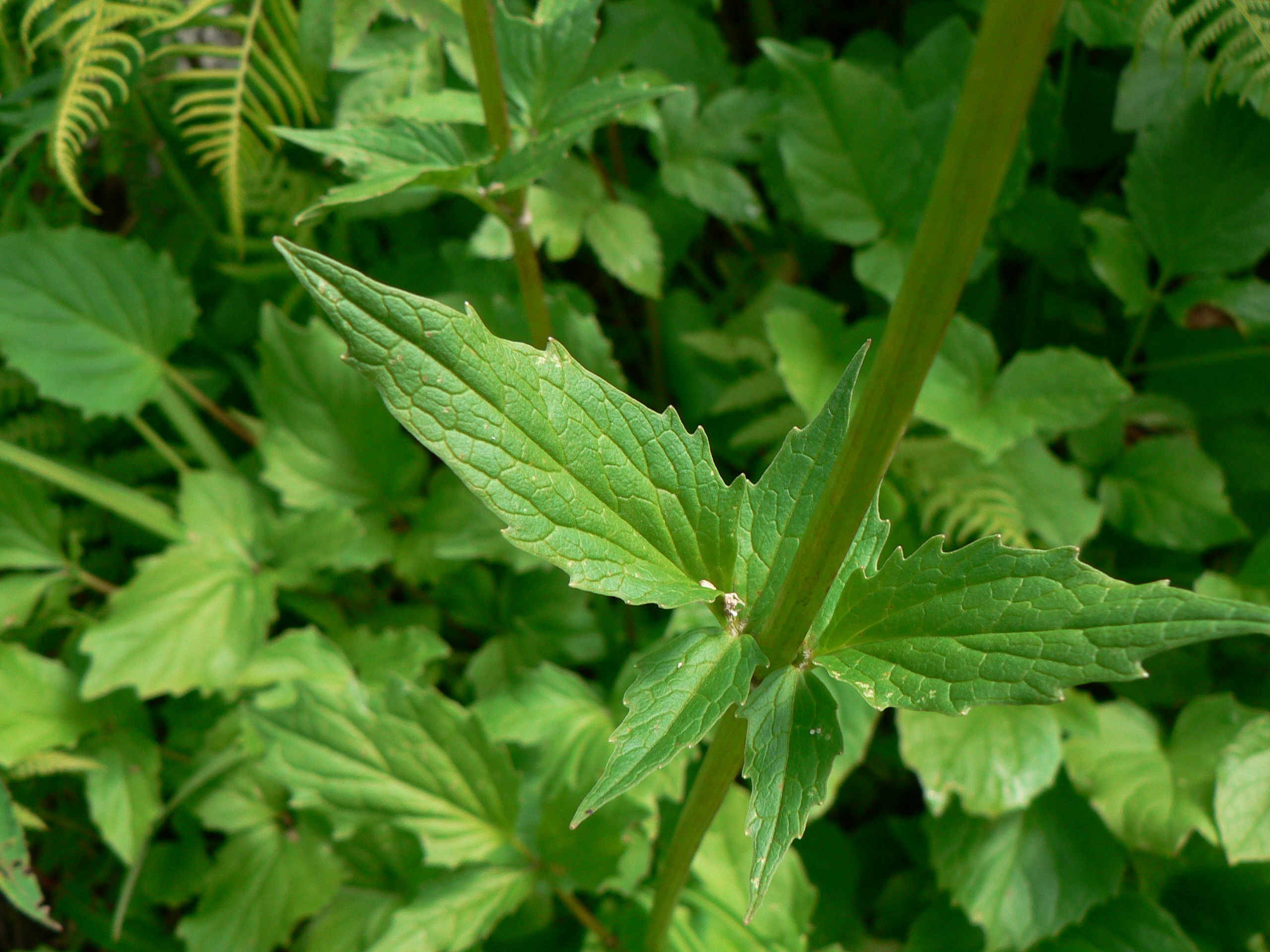